# Социальный кредит

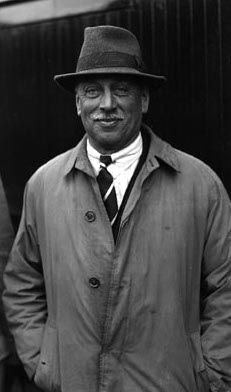
Клиффорд Дуглас

Социа́льный креди́т (англ. Social Credit, Socred) — экономическая идеология и социальное направление, которое утверждал в XX веке, накануне и во время I мировой войны британский инженер и экономист Клиффорд Дуглас.
Согласно теории социального кредита, в капиталистическом обществе, обладающем рядом экономических проблем, суть проблем сводится к существованию различия между «реальным кредитом», определяемым способностью нации к производству благ, и «финансовым кредитом», который на самом деле является искусственным способом для расширения власти монополистического меньшинства: при повышении заработных плат обязательно происходит инфляция из-за того, что общая цена произведенной продукции, согласно теории, всегда превышает общее количество денег, выдаваемых в виде заработной платы, премий и дивидендов, так поддерживается социальное неравенство, так как в итоге банкиры системой кредитов поддерживают эту ситуацию, а предприниматели повышают цены на конечный продукт, чтобы вернуть кредит.
Для восполнения недостаточной покупательной способности следует основать индустриальные банки, принадлежащие трудящимся, которые будут получать деньги от предприятий (начисление заработных плат и прибылей) и государства (которое должно доплачивать определённый процент, чтобы скомпенсировать потери в доходах, обусловленные системой фиксируемых государством цен, более низких по отношению к совокупной стоимости), чтобы или выплачивать субсидии производителям, или предоставлять дополнительные средства потребителям. То есть «социальный кредит» вместо кредитования в обычном смысле этого слова должен выполнять функцию равномерного распределения между всеми членами общества социального достояния.
В 1920-х годах она нашла много сторонников в Англии и её доминионах (Канаде, Новой Зеландии, Австралии), где возникли и какое-то время существовали политические партии социального кредита (Social Credit Party).
Современные исследователи отмечают, что австралийская антисемитская организация «Австралийская лига прав», созданная в 1946 году, в рамках идеи социального кредита опиралась в своей пропаганде на теорию заговора Дугласа о стремлении евреев к мировому господству через передачу реальной власти в руки финансистов.